# مایک مارش (بازیکن فوتبال)
مایک مارش (انگلیسی: Mike Marsh؛ زادهٔ ۲۱ ژوئیهٔ ۱۹۶۹) یک بازیکن فوتبال اهل انگلستان است.